# Église de la Nativité de la Bienheureuse Vierge Marie de Chotyniec
L'église de la Nativité de la Bienheureuse Vierge Marie est une ancienne église gréco-catholique située à Chotyniec, en Pologne. Depuis le 21 juin 2013, elle est inscrite sur la liste du patrimoine mondial de l'UNESCO, dans le cadre de l'appellation unique: « tserkvas en bois de la région des Carpates en Pologne et en Ukraine ».